# BPR Global GT Series 1994
Il 1994 è la stagione inaugurale del BPR Global GT Series. Era una serie con coinvolgimente del costruttore, divisa in quattro classi dalla GT1 alla GT4 e disputata su 8 gare.

## Calendario
| Rnd | Corsa                 | Circuito                       | Data        |
| --- | --------------------- | ------------------------------ | ----------- |
| 1   | 4 Ore del Paul Ricard | Circuito Paul Ricard           | 6 marzo     |
| 2   | 4 Ore di Jarama       | Circuito Permanente Del Jarama | 10 aprile   |
| 3   | 4 Ore di Digione      | Dijon-Prenois                  | 1º maggio   |
| 4   | 1000 km di Parigi     | Autodromo di Montlhéry         | 29 maggio   |
| 5   | 4 Ore di Vallelunga   | Vallelunga                     | 10 luglio   |
| 6   | 4 Ore di Spa          | Circuito di Spa-Francorchamps  | 22 luglio   |
| 7   | 1000km di Suzuka      | Circuito di Suzuka             | 28 Augusto  |
| 8   | 3 Ore di Zhuhai       | Zhuhai circuito cittadino      | 13 novembre |